# (4441) Toshie
(4441) Toshie ist ein Hauptgürtelasteroid, der am 26. Januar 1985 von Tsutomu Seki vom Geisei-Observatorium aus entdeckt wurde.
Der Asteroid wurde nach Toshie Seki, der Mutter des Entdeckers, benannt. Sie starb an dem Tag, an dem der Asteroid entdeckt wurde.